# Pseudaristia oxycodia
Pseudaristia oxycodia är en insektsart som först beskrevs av Morgan Hebard 1923.  Pseudaristia oxycodia ingår i släktet Pseudaristia och familjen Romaleidae. Inga underarter finns listade i Catalogue of Life.